# Sorges-et-Ligueux-en-Périgord
Sorges-et-Ligueux-en-Périgord è un comune francese del dipartimento della Dordogna nella regione dell'Aquitania-Limosino-Poitou-Charentes.
È stato creato il 1º gennaio 2016 dalla fusione dei preesistenti comuni di Sorges e Ligueux.
Il capoluogo è la località di Sorges.